# Nyssopsora cedrelae
Nyssopsora cedrelae är en svampart som först beskrevs av Hori, och fick sitt nu gällande namn av Woldemar Tranzschel 1925. Nyssopsora cedrelae ingår i släktet Nyssopsora och familjen Raveneliaceae.   Inga underarter finns listade i Catalogue of Life.